# Villarreal Club de Fútbol (femenino)
El Villarreal Club de Fútbol es la sección de fútbol femenino del Villarreal C. F., localizado en la ciudad de Villarreal, que milita en la Primera División Femenina, máxima categoría en España. En la temporada 2020-21 logró por primera vez el ascenso a la Primera División Femenina de España. Cuenta con otros equipos en categorías inferiores, como son los equipos "B" y "C", además de los equipos de fútbol base.

## Historia
El Femenino A del Villarreal Club de Fútbol fue creado en el año 2000.
En la temporada 2018-19 logró el ascenso a la recién creada Primera B al derrotar al Levante "B" por 1-3 en el campo granota. El equipo terminó en tercera posición del Grupo VII de la Segunda División Femenina y finalmente obtuvo una plaza para la nueva segunda categoría nacional. Este ascenso permitió que esa misma temporada también ascendieran el "B" y el "C".
La temporada 2019-20 empezó con el fichaje de la futbolista y atleta Salma Paralluelo y finalizó antes de lo previsto debido a la pandemia de COVID-19 en España, que obligó a dar por finalizada la Liga antes de tiempo. El Villarreal terminó en cuarta posición del Grupo Sur, por lo que volvería a disputar la misma categoría la temporada siguiente.
Con el objetivo del ascenso a la Primera División, en el verano de 2020 el club fichó a la lateral internacional por Rumania, Olivia Oprea. En la temporada 2020-21, el Villarreal Club de Fútbol finalizó en primera posición en el Grupo Sur B de la Segunda División Femenina de España. En la Segunda fase fue enmarcado en el Grupo Sur C. El 25 de abril, tras vencer por 4 a 0 al CFF Cáceres en el campo 5 de la Ciudad Deportiva del Villarreal, logró, por primera vez, el ascenso a la Primera División Femenina de España. El 29 de abril el equipo celebró el ascenso con las tradicionales visitas a la Diputación de Castellón, al Ayuntamiento de Villarreal y al sepulcro de San Pascual Baylón, patrono de la localidad.

## Uniforme
- Uniforme titular: Camiseta, pantalón y medias amarillas.
- Uniforme alternativo: Camiseta, pantalón y medias azules.

## Cantera
Además del primer equipo que compite en la Primera División Femenina, el club cuenta con dos equipos más. El Villarreal C. F. Femenino "B", que en la temporada 2020-21 juega en el Grupo VII de la Primera Nacional, y el Villarreal C. F. Femenino "C", que en la temporada 2020-21 juega en la Liga Autonómica Femenina Valenta. También cuenta con otros equipos de fútbol base: cadete infantil "A", cadete infantil "B" y alevín.

## Instalaciones
El equipo disputa sus partidos como local en el Campo 5 de la Ciudad Deportiva del Villarreal.